# سيمون وليامز
سيمون وليامز (بالإنجليزية: Simon Williams)‏ هو موسيقي وممثل بريطاني، ولد في 16 يونيو 1946 في المملكة المتحدة.

## وصلات خارجية
- سيمون وليامز على موقع IMDb (الإنجليزية)
- سيمون وليامز على موقع ألو سيني (الفرنسية)
- سيمون وليامز على موقع ميوزك برينز (الإنجليزية)
- سيمون وليامز على موقع أول موفي (الإنجليزية)
- سيمون وليامز على موقع قاعدة بيانات الفيلم (الإنجليزية)